# يوجينة الدببة
أوجينيا الدببة (الاسم العلمي:Eugenia ursina) هي نوع من النباتات تتبع جنس الأوجينيا من الفصيلة الآسية.